# هاري هيلمر
هاري هيلمر (بالإنجليزية: Harry Helmer)‏ هو لاعب كرة قاعدة أمريكي، ولد في 26 نوفمبر 1884 في بلدة ساندستون تشارتر في الولايات المتحدة، وتوفي في 1 أبريل 1971 في بارما في الولايات المتحدة.